# Krait (CPU)
Krait è una CPU basata sull'architettura ARM integrata nei SoC Snapdragon S4, 400, 600 e 800 di Qualcomm. Succede il core Scorpion e condivide parte della struttura con la CPU ARM Cortex-A15.

## Tabella di confronto delle architetture
|                                  | ARM11                              | ARM Cortex-A7           | ARM Cortex-A8           | ARM Cortex-A9                        | Qualcomm Scorpion                         | Qualcomm Krait                                                    | ARM Cortex-A15                                          |
| -------------------------------- | ---------------------------------- | ----------------------- | ----------------------- | ------------------------------------ | ----------------------------------------- | ----------------------------------------------------------------- | ------------------------------------------------------- |
| Livelli di decodifica            | 1                                  | 2                       | 2                       | 2                                    | 2                                         | 3                                                                 | 3                                                       |
| Lunghezza della pipeline         | 8 stadi                            | 8 stadi                 | 13 stadi                | 8 stadi                              | 10 stadi                                  | 11 stadi                                                          | 15/17-25 stadi                                          |
| Esecuzione Out of Order          | No                                 | No                      | No                      | Sì                                   | Sì, non-speculativa                       | Sì                                                                | Sì                                                      |
| FPU                              | VFPv2 (in pipeline)                | VFPv4 (in pipeline)     | VFPv3 (non in pipeline) | VFPv3-D16 or VFPv3-D32 (in pipeline) | VFPv3 (in pipeline)                       | VFPv4 (in pipeline)                                               | VFPv4 (in pipeline)                                     |
| NEON                             | Non disponibile                    | Sì (64-bit)             | Sì (64-bit)             | MPE opzionale (64-bit)               | Sì (128-bit)                              | Sì (128-bit)                                                      | Sì (128-bit)                                            |
| Processo produttivo              | 90/65/45 nm                        | 40/28 nm                | 65/55/45 nm             | 65/45/40/32/28 nm                    | 65/45 nm                                  | 28 nm                                                             | 32/28 nm                                                |
| Execution Port                   |                                    |                         |                         |                                      | 3                                         | 7                                                                 |                                                         |
| Cache L0                         |                                    |                         |                         |                                      |                                           | 4kB + 4kB direct mapped                                           |                                                         |
| Cache L1 (istruzioni + dati)     | Variabile, di solito 16 kB + 16 kB | 8-64 kB / core          | 32 kB + 32 kB           | 32 kB + 32 kB                        | 32 kB + 32 kB                             | 16 kB + 16 kB set associative a 4 vie                             | 32 kB + 32 kB per core                                  |
| Cache L2                         | Variabile, di solito assente       | Fino a 1 MB (opzionale) | 256 o 512 kB            | 1 MB                                 | 256 kB (single core) o 512 kB (dual core) | 1 MB set associative a 8 vie (dual-core) o 2 MB (quad-core)       | Fino a 4 MB per cluster, fino a 8 MB per chip           |
| Configurazioni                   | Single core                        | Single/dual/quad core   | Single core             | Single/dual/quad core                | Single/dual core                          | Dual/quad core                                                    | Single/dual/quad core e octa core (2 cluster quad core) |
| Istruzioni per ciclo (DMIPS/MHz) | 1.25                               | 1.9                     | 2.0                     | 2.5                                  | 2.1                                       | 3.3 (Krait) / 3.1 (Krait 200) / 3.4 (Krait 300) / 3.6 (Krait 400) | 3.5                                                     |

Per ulteriori informazioni vedere il sito su Qualcomm Snapdragon S4.